# Stratopause

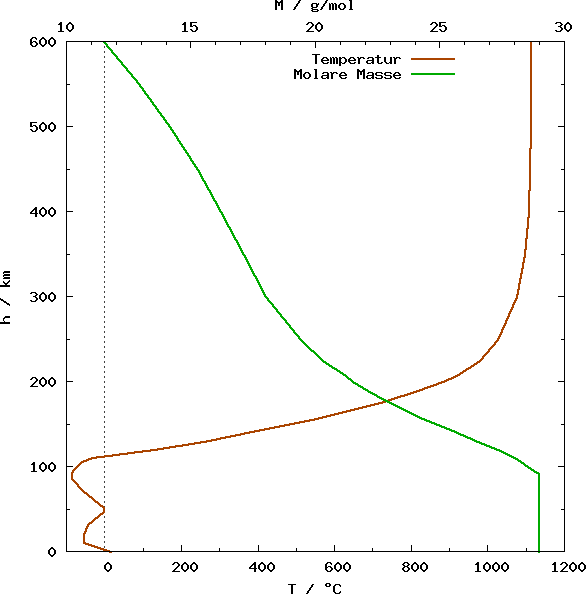
Diagramme de la température et de la masse molaire de l'air dans l'atmosphère en fonction de la hauteur atmosphérique

La stratopause est une zone de l'atmosphère terrestre qui fait la transition entre la stratosphère (au-dessous) et la mésosphère (au-dessus). Elle se situe  à une altitude d'environ 50 km.
La stratopause est épaisse d'environ 5 km. Dans cette zone, la température de l'air est constante et proche du zéro Celsius (mais légèrement négative). Au-dessus de cette « zone frontière », la température redescend en fonction de l'altitude et de la concentration en ozone.